# Барышев, Сергей Викторович
Серге́й Ви́кторович Бары́шев (р. 3 октября 1963, Энгельс) — российский кино- и театральный актёр. Известен по роли майора Винокурова в телесериале «Тайны следствия». Заслуженный артист Российской Федерации (2024).

## Биография
Сергей Барышев родился 3 октября 1963 года в Энгельсе (Саратовская область). Проходил срочную службу в РВСН. В 1989 году окончил театральный факультет Саратовской государственной консерватории им. Собинова (курс Народного артиста России Александра Галко). Некоторое время работал в Саратовском театре драмы. Член Союза кинематографистов России, член Гильдии актёров России.
В начале 1990-х годов переехал в Санкт-Петербург. Здесь он был принят в Театр на Литейном, в труппе которого работал до 2005 года. В 2005 году ему пришлось приостановить своё участие в театральных работах из-за занятости в сериале «Тайны следствия».
В 1997 году вышел альбом авторской песни «За окном слёзы льёт Петербург», автором которого является С. Барышев. Актёр также является автором ряда пьес, сценариев и стихов («Лавины», «Вихорь слов»). Был удостоен премии «Монокль» за пьесу «Иллюзии», в которой он выступает одновременно режиссёром, автором и исполнителем главной роли.
Помимо «Тайн следствия», снимался также в таких фильмах и сериалах, как «Гибель империи», «Морские дьяволы», «Бандитский Петербург», «Луна в зените», «Телохранитель» и др.
Участвует в спектаклях театров «Версия», «На Неве», «Патриот РОСТО». В 2008 году стал лауреатом премии им. Георгия Жжёнова на XI Бердянском международном кинофестивале в номинации «За лучшее воплощение на экране образа работника правоохранительных органов».
В 2015 году Сергей Барышев в ДК «Московский» организовал театральную студию «Чудомир». 22 июня 2015 года на сцене ДК состоялся его спектакль, посвящённый 70-летию Великой Победы и 74-й годовщине начала Великой Отечественной войны.
Хобби — рыбалка, путешествия, гребля на байдарках, самбо. Играет на саксофоне и гитаре.
Жена Екатерина, журналист.

## Фильмография
| Год       |   | Название | Роль                                              |
| --------- | - | --- | ------------------------------------------------- |
| 2000—2001 | с | Тайны следствия-1- «Мягкая лапа смерти» (фильм 1) - «Гроб на две персоны» (фильм 2) - «Странности Алисы» (фильм 3) - «Женские слёзы» (фильм 4) - «Практикантка» (фильм 6)                                            | Владимир Васильевич Винокуров, оперуполномоченный |
| 2002      | с | Тайны следствия-2- «Заказчик» (фильм 1) - «Суббота, 15 часов» (фильм 2) - «Падение» (фильм 3) - «Марионетки» (фильм 4) - «Роль жертвы» (фильм 5) - «Чёрный бог» (фильм 6)                                            | Владимир Васильевич Винокуров, оперуполномоченный |
| 2001—2002 | с | Улицы разбитых фонарей-4- «Морские волки» (серия 23) | Виталий                                           |
| 2003      | с | Тайны следствия-3- «Заложники» (фильм 1) - «Третий лишний» (фильм 2) - «Исчезновение» (фильм 3) - «Бумажная работа» (фильм 4) - «Овечья шкура» (фильм 5) - «Покушение» (фильм 6)                                     | Владимир Васильевич Винокуров, оперуполномоченный |
| 2004      | с | Тайны следствия-4- «Истинные ценности» (фильм 1) - «Операция „Доктор“» (фильм 2) - «Работа над ошибками» (фильм 3) - «Поедем, красотка, кататься» (фильм 4) - «История болезни» (фильм 5) - «Выбор оружия» (фильм 6) | Владимир Васильевич Винокуров, оперуполномоченный |
| 2005      | с | Гражданин начальник-2- серия 5 | Дмитрий Иванович (эпизод)                         |
| 2005      | с | Королевство кривых...- серия 3 | дознаватель                                       |
| 2005      | с | Тайны следствия-5- «Поклонники» (фильм 1) - «Кто есть кто» (фильм 2) - «Фотограф» (фильм 3) - «Приличные люди» (фильм 4) - «Смерть за кадром» (фильм 5) - «Вопросы воспитания» (фильм 6)                             | Владимир Васильевич Винокуров, оперуполномоченный |
| 2005      | с | Гибель империи | матрос                                            |
| 2006      | с | Тайны следствия-6- «Личный состав» (фильм 1) - «Весёлый слоник» (фильм 2) - «Звуки музыки» (фильм 3) - «Защита свидетеля» (фильм 4) - «Срок давности» (фильм 5) - «Вызов» (фильм 6)                                  | Владимир Васильевич Винокуров, оперуполномоченный |
| 2007      | с | Расплата- серии 3, 5, 6 | Эдурад Алексеевич, работник пароходства           |
| 2007      | ф | Луна в зените | Пунин                                             |
| 2007      | с | Морские дьяволы-2- «Похищение» (серия 16) | Виталий, жених Багиры, доцент                     |
| 2007      | с | Слепой-3- «Оружие возмездия» (фильм 2) | Дорофеев                                          |
| 2007      | с | Тайны следствия-7- «Чёрная магия» (фильм 1) - «Дорогой подарок» (фильм 2) - «Лучший способ защиты» (фильм 3) - «Родственные узы» (фильм 4) - «Домой» (фильм 5) - «Три дня» (фильм 6)                                 | Владимир Васильевич Винокуров, оперуполномоченный |
| 2009      | с | Морские дьяволы-3- «Опасные игрушки» (серия 2) - «Хабар» (серия 4) | Виталий, жених Багиры                             |
| 2009      | с | Офицеры-2 | Сидоров                                           |
| 2009      | с | Тайны следствия-8- «Превышение власти» (фильм 1) - «Семейное дело» (фильм 2) - «Встать, суд идёт!» (фильм 3) - «Коллекционеры» (фильм 4) - «Группа риска» (фильм 5) - «Явка с повинной» (фильм 6)                    | Владимир Васильевич Винокуров, оперуполномоченный |
| 2010      | с | Дворик | Юрий Стеблов                                      |
| 2010      | с | Мент в законе-2- «Чёрный интернационал» (фильм 3) | Имя персонажа не указано                          |
| 2010      | с | Телохранитель-3- «Жизнь за сто миллионов» (фильм 3) | Валентин Кудравец                                 |
| 2011      | с | Знахарь 2. Охота без правил | Ветряков                                          |
| 2011      | с | Тайны следствия-9 | Владимир Васильевич Винокуров, оперуполномоченный |
| 2011      | с | Тайны следствия-10 | Владимир Васильевич Винокуров, оперуполномоченный |
| 2011      | с | Дикий 2 | Прохоров                                          |
| 2012      | с | Тайны следствия-11 | Владимир Васильевич Винокуров, оперуполномоченный |
| 2012      | ф | Мать-и-мачеха | Сергей Кравченко                                  |
| 2012      | с | Будет светлым день | Олег Родионович                                   |
| 2012      | с | Кодекс Чести — 6 | Егоров                                            |
| 2013      | ф | Без следа | Шульгин                                           |
| 2013      | с | Жить дальше | Роман Григорьевич                                 |
| 2013      | с | Предчувствие | Смолин                                            |
| 2013      | с | Молодёжка | Арсений, отец Риты                                |
| 2014      | с | Любопытная Варвара-2 | Евгений Евгеньевич Коренев                        |
| 2014      | с | Без следа | Шульгин                                           |
| 2014      | с | Беспокойный участок | Даниил Романович Щетников                         |
| 2015      | с | Свидание вслепую | Белоусов                                          |
| 2015      | с | Я знаю твои секреты | Николай Геннадьевич Осипов                        |
| 2016      | ф | Жемчужная свадьба | Юрий Чайкин                                       |
| 2016      | с | Василиса | Белоусов                                          |
| 2016      | с | Склифосовский (5 сезон) | Михаил Бойко                                      |
| 2018      | с | Детективы Анны Малышевой. Фильм 6: Сфинксы северных ворот | Виктор/Игорь                                      |
| 2019      | ф | Мой ангел | Михаил Игнатьевич                                 |
| 2020      | ф | Актёры затонувшего театра | Борис Борисович Софьин, директор театра           |
| 2020      | ф | Некрасивая подружка. Дело о четырёх блондинках | Борис Трофимович                                  |
| 2020      | ф | Полигон | Михаил Сергеевич Горбачёв                         |
| 2023      | с | Эффект домино | Алексей Михайлович Гуськов, чиновник              |
| 2025      | с | ВИА «Васильки» | председатель жюри конкурса «Молодые голоса-78»    |

## Театральные роли
- Гришка Распутин / Пуришкевич (реж. — Г. Егоров / Санкт-Петербургский драматический театр «Патриот» РОСТО)
- Легенда о Ментуше / Барс (реж. — Г. Егоров / Санкт-Петербургский драматический театр «Патриот» РОСТО)
- Золушка / Принц (Театр «На Неве»)
- Случай в метро / Джо Ферроне (реж. — А. Галко / Театр «Версия»)
- Рядовые / Буштец (реж. — А. Галко / Театр «Версия»)
- Свадьба Кречинского / Кречинский (реж. — А. Галко / Театр «Версия»)
- Упырь / Владимир (реж. — Тростянецкий / Театр «На литейном»)
- Ловкая служанка / Тараканино (реж. — Комиссарова / Театр «На литейном»)
- Иллюзии (С. Барышев) (реж. — С. Барышев)
- Городской романс / Колечка (реж. — : Галибин / Театр «На литейном»)
- Лес / Булаков (реж. — Козлов / Театр «На литейном»)

## Награды
- Заслуженный артист Российской Федерации (20 декабря 2024) — за вклад в развитие отечественной культуры и искусства, многолетнюю плодотворную деятельность[6].
- Благодарность Президента Российской Федерации (5 марта 2021) — за заслуги в развитие отечественной культуры и искусства, многолетнюю плодотворную деятельность[7].
- Благодарность Министра культуры Российской Федерации (20 октября 2014) — за большой вклад в развитие культуры, многолетнюю плодотворную работу, приказ №198-вн от 20.10.2014.